# نقش‌برجسته سنگ سوم تنگ سروک

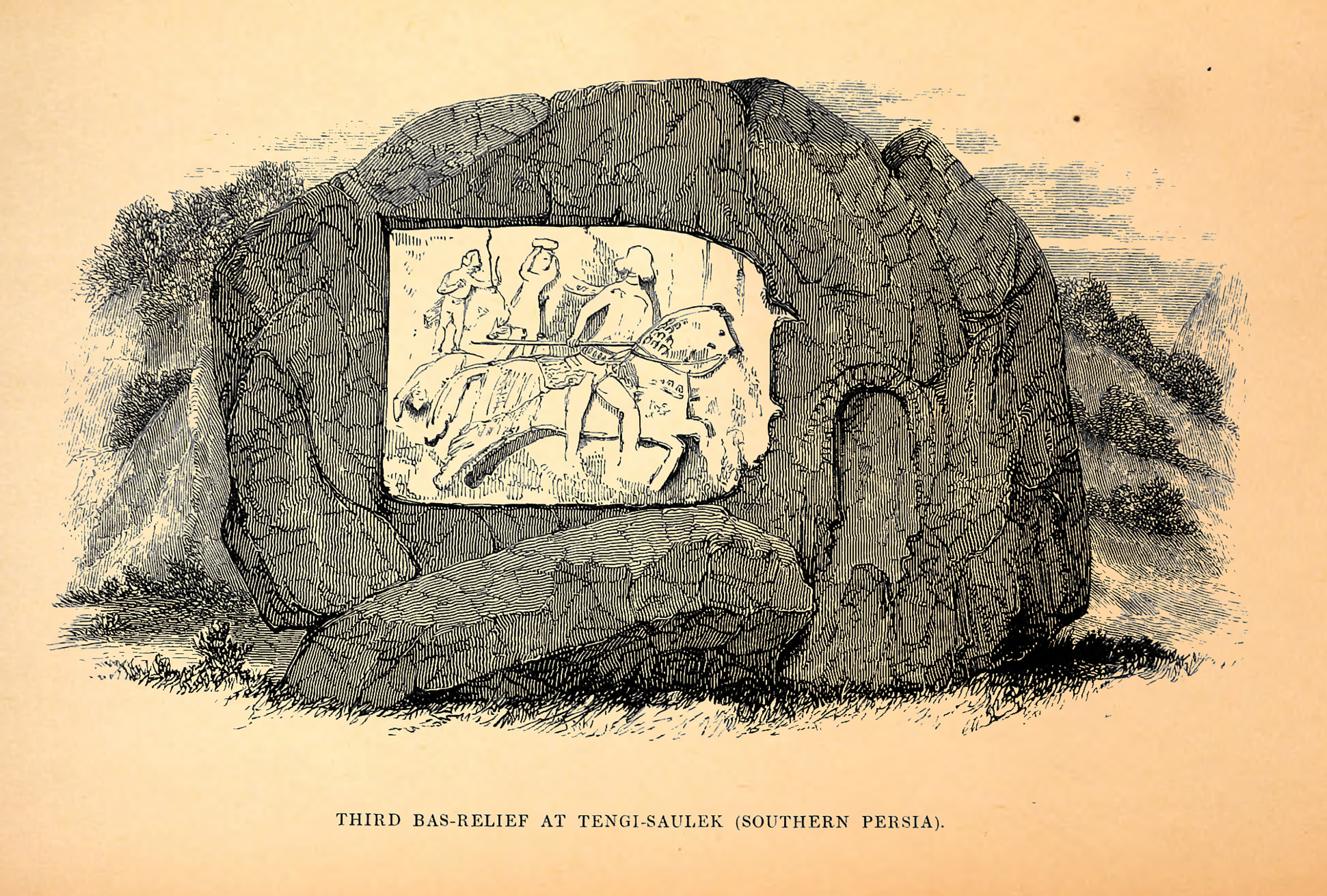
نقش‌برجسته سنگ سوم تنگ سروک، کلمنت آگوست گریگوری دوبد، ۱۸۴۵

نقش برجسته سنگ سوم تنگ سروک مربوط به الیمایی است و در شهرستان بهمئی، بخش مرکزی، تنگ سروک، کیلومتری ۱۲ جاده ارتباطی لیکک به ممبی واقع شده و این اثر در تاریخ ۲۲ آبان ۱۳۸۶ با شمارهٔ ثبت ۱۹۹۴۷ به‌عنوان یکی از آثار ملی ایران به ثبت رسیده است.